# Fleckenhalsotter
Der Fleckenhalsotter (Hydrictis maculicollis, Syn.: Lutra maculicollis) ist die einzige Art der monotypischen Gattung Hydrictis innerhalb der Otter. Er ist in weiten Teilen Afrikas südlich der Sahara verbreitet.

## Merkmale

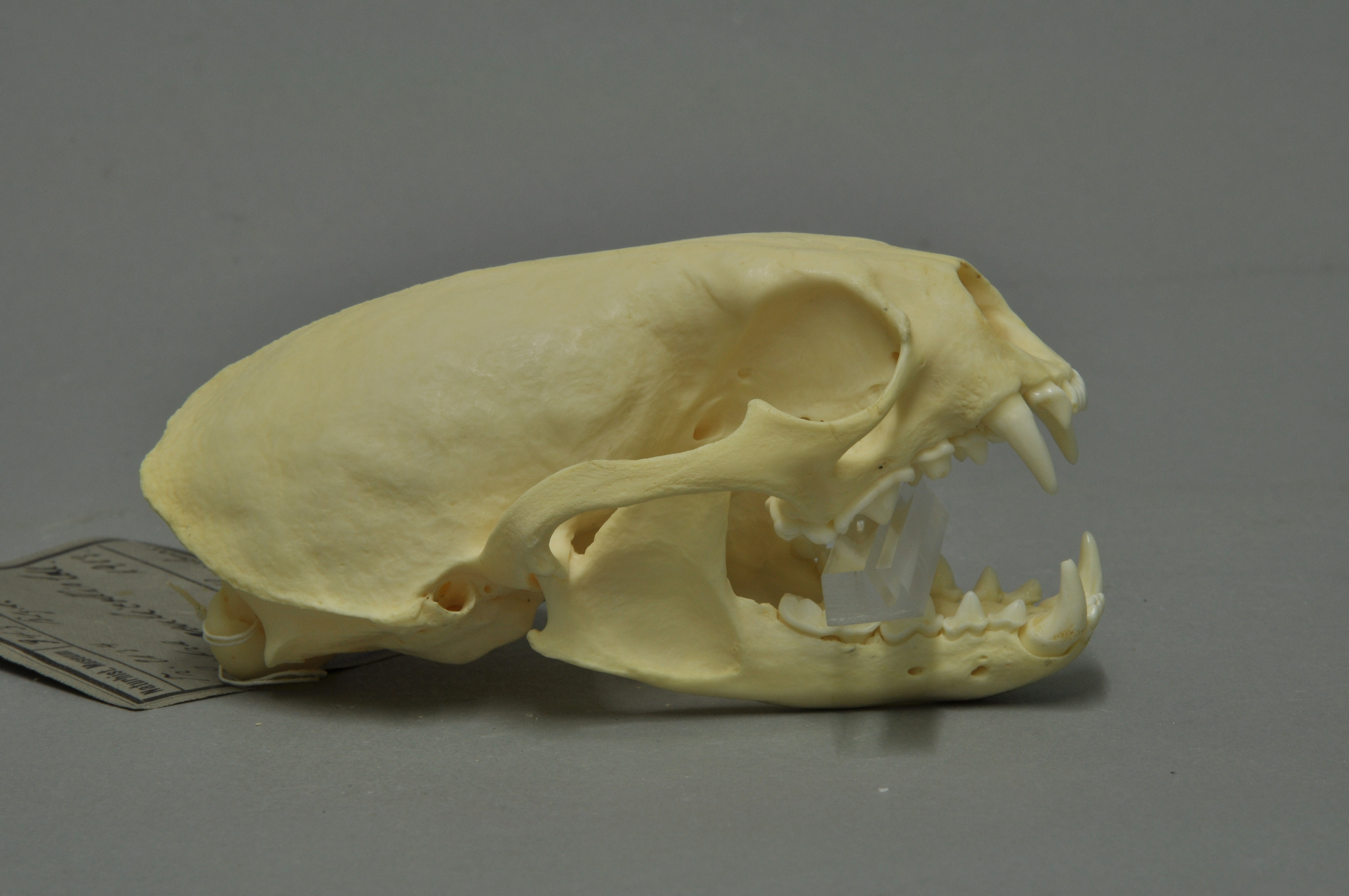
Schädel

Der Fleckenhalsotter erreicht eine Gesamtlänge von etwa 44 bis 68 Zentimetern und eine Schwanzlänge von 13,5 bis 19,0 Zentimetern. Das Gewicht liegt bei etwa 3 bis 5 Kilogramm.
Der Körper ist schlank und lang mit einem langen, dorsoventral abgeflachten Schwanz. Der Kopf ist groß mit einem breiten Hals und verengt sich zu einer breiten und kurzen Schnauze. Das Fell variiert von schokoladen- bis rotbraun und ist weitgehend ungezeichnet. Die Kehle und der Nacken weisen weiße bis cremefarbene Flecken auf, die nur selten fehlen. Die Flecken können individuell sehr verschieden sein. Selten treten Albinos und Teilalbinos auf.

## Verbreitung

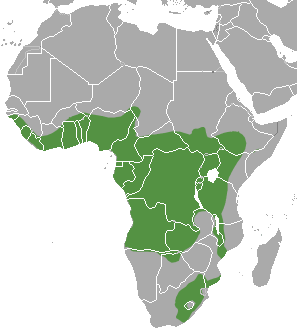
Verbreitungsgebiet des Fleckenhalsotters

Der Fleckenhalsotter ist in weiten Teilen Afrikas südlich der Sahara verbreitet. Sein Verbreitungsgebiet reicht von Guinea-Bissau in Westafrika bis in den Südwesten Äthiopiens sowie nach Süden im Westen bis an die Nordgrenze von Namibia, das nordwestliche Botswana und Simbabwe und im Osten über Kenia und Tansania, Malawi und Teilen von Mosambik bis in den Osten Südafrikas.

## Systematik
Der Fleckenhalsotter ist die einzige Art der monotypischen Gattung Hydrictis innerhalb der Otter. Er wird jedoch von zahlreichen Autoren noch in die Gattung der Altweltotter (Lutra) eingeordnet, die dadurch jedoch paraphyletisch würde.
Als Schwesterart des Fleckenhalsotters wird der Indische Fischotter (Lutrogale perspicillata) angesehen.